# Romeo och Julia
För andra betydelser, se Romeo och Julia (olika betydelser).

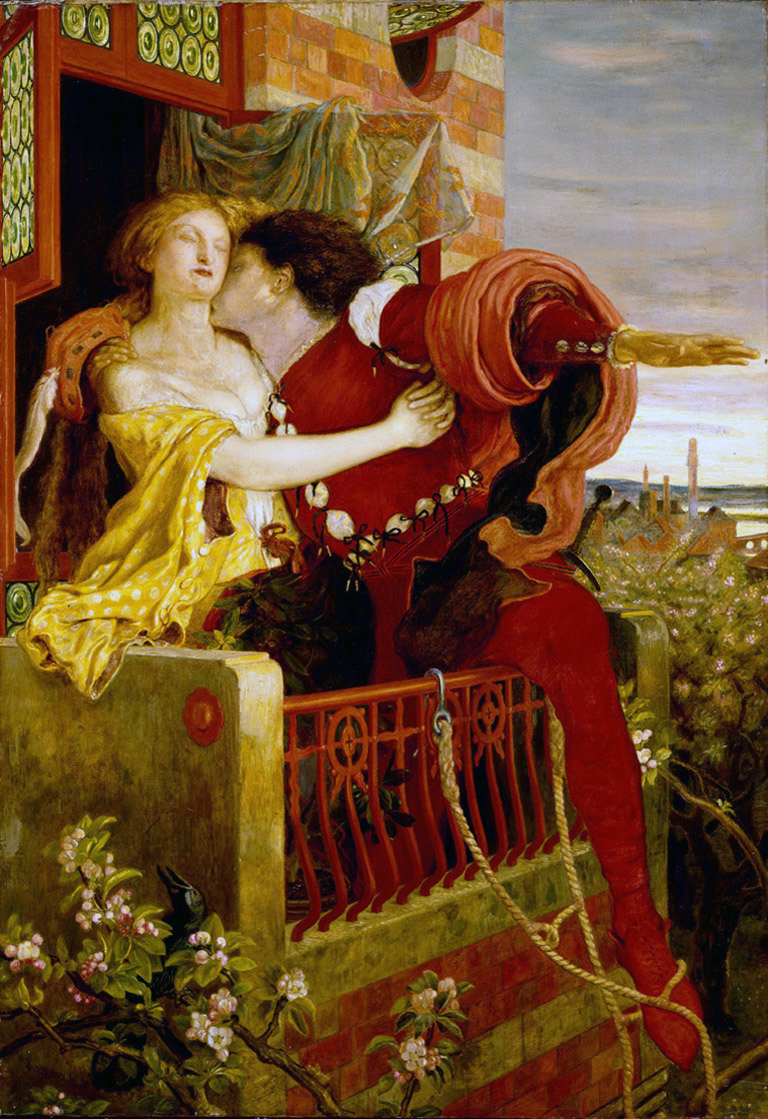
Romeo och Julia. Målning av Ford Madox Brown från 1870.

Romeo och Julia (originaltitel The Tragedy of Romeo and Juliet) är en tragedi av William Shakespeare.

## Tillkomsthistoria

### Datering
Ammans replik om att det gått elva år sedan jordbävningen daterar pjäsen till tidigast 1595, då det anses syfta på den jordbävning som skakade England 1584 och som omnämns av William Covell i Polimanteia 1595.
Upplysningen i första kvarton om att pjäsen spelats av "the Right Honourable Lord Hunsdon his servants" placerar pjäsen före 17 mars 1597 då truppen bytte namn till Lord Chamberlain's Men. Man vet att tryckningen avbröts efter fyra sidor till följd av ett fel på tryckpressen. Avbrottet ägde rum mellan 9 februari och 27 mars 1597. Dessa omständigheter anses datera pjäsen till senast sent 1596, då pjäsen annars inte skulle ha hunnit spelas åtskilliga gånger, vilket titelbladet påstår.

### Pjäsens källor
I berättelsen om Pyramus och Thisbe i Ovidius Metamorfoser avskyr deras föräldrar varandra och Pyramus tror att Thisbe är död. I Xenofon från Efesos verk Efesiaka finns en berättelse om älskande som skiljs åt samt förgiftning som leder till dödsliknande sömn. I sjätte sången i Purgatorio (Skärselden) i Dante Alighieris Den gudomliga komedin nämns familjenamnen Montecchi och Cappelletti  - Montague och Capulet hos Shakespeare.
Den äldsta versionen av Romeo och Julia-motivet finns i Masuccio Salernitanos Il Novellino från 1476. Den 33:e novellen handlar om kärleksparet Mariotto och Gianozza. I Luigi Da Portos version i hans Historia novellamente ritrovata di due Nobili Amanti från 1530 heter kärleksparet Romeo och Giulietta. Da Portos novell dramatiserades 1578 av Luigi Grotto i Hadriana. 1554 publicerade Matteo Bandello den andra volymen av hans Novelle med en ny version av Giuletta e Romeo. Denna novell översattes till franska 1559 av Pierre Boaistuau och ingick i första volymen av hans Histories Tragiques. 1562 översattes den franska versionen troget av Arthur Brooke som gav den namnet The Tragical History of Romeus and Juliet. Shakespeares dramatisering följer Brooke nära, men med tillägget att Mercutio och amman är ordentligt utbyggda och att karaktären Tybalt tillfogats. I Brookes version ligger sympatin hos föräldrarna och de älskandes död är ett straff för deras omoral. Julia ger dessutom modern sken av att hon föredrar Paris framför Romeo.
Historien varierades även i William Painters samling med italienska berättelser betitlad Palace of Pleasure från 1567. I denna samling fanns The goodly History of the true and constant love of Romeo and Juliett.
När Romeo för giftflaskan till sina läppar pratar han i en bild av döden som en rorsman. "Du vilde styrman, jaga med ens / Din trötta, stormförkvalda köl mot skären, / Att den må splittras!". Det är påvisat att detta bildspråk är hämtat från Philip Sidneys sonett Astrophel and Stella. Monologen bär även spår av Samuel Daniels poem The Complaint of Rosamond.
Romeos och Julias jämförelse mellan lärkan och näktergalen i tredje aktens femte scen märks även spår av inflytande från två poem av fransmannen Guillaume du Bartas som publicerades i engelsk översättning i John Eliots Ortho-epia Gallica 1593. Mercutios berättelse om Queen Mab i första aktens fjärde scen bär spår av Geoffrey Chaucers The Parliament of Fowls.

### Tryckningar och text
Den första kvartoupplagan med titeln An excellent conceited tragedie of Romeo and Iuliet kom tidigt 1597, publicerad av Cuthbert Burby och tryckt av John Danter. Texten skiljer sig åtskilligt från senare upplagor och har därför klassats som en dålig kvarto. Man tror att texten grundar sig på en eller två skådespelares hågkomster. Kvarto nummer två har titeln The Most Excellent and Lamentable Tragedy of Romeo and Juliet Den trycktes 1599 av Thomas Crede och publicerades av Cuthbert Burby. Denna andra kvarto är 800 rader längre än den första. Det är denna version som ligger till grund för alla senare upplagor. Nya kvartoupplagor trycktes 1609 (publicerad av John Smethwick och tryckt av John Windet), 1622 (publicerad av John Smethwick och tryckt av William Stansby) och 1637. Pjäsen registrerades inte i boktryckarskråets (the Stationers Company) register förrän 22 juli 1607. 1623 fogades pjäsen in i First Folio där alla Shakespeares kända pjäser samlades. Den sammanställdes av Shakespeares skådespelarkollegor John Heminges och Henry Condell och publicerades av Edward Blount och Isaac Jaggard. Foliotexten tros vara korrigerad utifrån en sufflörs exemplar.

## Handling
Romeo och Julia är ett av Shakespeares mest kända skådespel, och grundhistorien är välkänd även hos många som inte är särskilt bekanta med Shakespeares pjäser. Tragedin handlar om ett ungt kärlekspar från två olika adliga familjer i Verona, Montague (Romeo) och Capulet (Julia). Familjerna skulle aldrig låta dem träffas och att de skulle få gifta sig är en total omöjlighet, då släkterna ligger i fejd.
Familjen Capulet uppmuntrar frieriet från greve Paris till Julia. De håller en fest som Romeo går på. Han får syn på Julia och glömmer sin gamla kärlek till Rosaline. Romeo förklarar sin kärlek till Julia på hennes balkong. De beslutar att gifta sig, vilket de hoppas ska leda till att de två släkterna försonas. En munk viger dem i hemlighet och de bestämmer sig för att rymma.
Mercutio, Benvolio och Romeo träffar Tybalt från Capuletfamiljen. Han utmanar Romeo men Mercutio går emellan och dödas av Tybalt. Tybalt attackerar Romeo som i sin tur dödar Tybalt. Fursten förvisar Romeo. Julia får reda på att han dödat Tybalt. Capulet vill påskynda bröllopet mellan Julia och Paris, förberedelserna börjar. Julia får gift av en munk. Giftet skall göra henne skendöd i tre dagar, medan hon i själva verket sover. Julia upptäcks som "död."
Ett sändebud skickas till Romeo, som dessvärre bara får halva meddelandet, och därför tror att Julia verkligen är död.
Romeo återvänder till Verona, för att ta farväl av Julia, och på vägen träffar han en köpman som han köper en flaska med ett mycket kraftigt gift av, som enligt köpmannen skulle döda "om man så var starkare än tio män."
Romeo dödar Paris. När han hittar Julia så tror han att hon är död, och då tar han livet av sig bredvid henne. Julia vaknar upp, men när hon finner Romeo död bredvid sig tar hon livet av sig med Romeos dolk. De båda familjerna blir ångerfulla och försonas i skam. Pjäsen slutar med orden: "For never was a story of more woe / Than this of Juliet and her Romeo" (Ty inga älskande ha lidit så / Som Julia och hennes Romeo, i Hagbergs översättning).

## Översättningar till svenska
Romeo och Julia finns i nio tryckta översättningar till svenska, en som finns som talbok samt två som gjorts direkt för uppsättningar. Dessutom har två bearbetningar getts ut av Carl August Hagbergs översättning från 1850. Den första översättningen som spelades 1776 hade förmodligen gjorts av skådespelaren Peter Lindahl efter tysk förlaga. Detta var den första Shakespeareöversättningen som gjorts till svenska. Den andra översättningen till svenska av Romeo och Julia gjordes av Fredrik August Dahlgren 1845. Hagbergs översättning 1850 ingick i Shakspere's dramatiska arbeten. Bd 10. 1923 kom Per Hallströms översättning som ingick i Shakespeares dramatiska arbeten. Sorgespel, Bd 1. 1960 kom Björn Collinders översättning. Året därpå gjorde Karl Ragnar Gierow en översättning för en uppsättning på Göteborgs stadsteater. 1962 kom Stig Kassmans översättning och samma år kom Åke Ohlmarks översättning som ingick i samlingsvolymen Tragedier. Britt G. Hallqvists översättning spelades första gången 1966 av Riksteatern men gavs inte ut förrän 1991. 1968 kom en revision gjord av Sven Collberg. 1976 gjorde Thomas Mellgren en revision för sin egen uppsättning med Riksteaterns Västerbottenensemble. 1983 kom Göran O. Erikssons översättning med den nya titeln Romeo och Juliet, gjord för hans egen uppsättning på Stockholms stadsteater. 2002 gavs Allan Bergstrands översättning ut som talbok. 2005 gjorde Nina Pontén och Thomas Segerström översättningen Romeo & Julia för den senares uppsättning på Romateatern på Gotland.

## Uppsättningar
I den första kvarton 1597 anges att pjäsen spelats ofta till stora applåder av "the Right Honourable Lord Hunsdon his servants". Shakespeares trupp bytte namn till Lord Chamberlain's Men 17 mars 1597. I den andra kvarton 1599 namnges en av skådespelarna i Lord Chamberlain's Men, Will Kemp.
Den tidigaste dokumenterade föreställningen ägde rum 1 mars 1662 på Lincoln's Inn Fields, framförd av the Duke's Company. Det var den första föreställningen efter att teatrarna i England återöppnats 1660 efter 18 års teaterförbud.
Romeo och Julia är, tillsammans med Hamlet, Shakespeares mest spelade pjäser. Efter Shakespeares livstid var det först 1847 som Shakespeares originaltext spelades i regi Samuel Phelps på Sadler's Wells Theatre i London. 1812 hade pjäsen spelats på Deutsches Nationaltheater i Weimar i bearbetning och regi av Johann Wolfgang von Goethe. 1882 satte Henry Irving upp pjäsen på Lyceum Theatre i London med honom själv och Ellen Terry i titelrollerna. Det var även en av de första uppsättningarna med elektrisk belysning. Vilket redan då användes till ett expressivt och skulpturalt verkningsmedel.
Max Reinhardt satte upp pjäsen på Deutsches Theater i Berlin både 1907 och 1928. I början av 1930-talet satte Terence Gray upp pjäsen på Cambridge Festival Theatre i flamencokostym. John Gielgud spelade Romeo första gången 1924 och sedan på nytt 1929 på Old Vic i London. Han fick kritik för att alltför mycket bara lita till sin röst, han hade vid denna tid en sjungande intonation. När han själv satte upp Romeo och Julia 1935 på Noël Coward Theatre spelades Romeo av Laurence Olivier och Julia av Peggy Ashcroft medan han själv gjorde Mercutio. 1947 satte Peter Brook upp pjäsen. Franco Zeffirelli regisserade Romeo och Julia 1960 på Old Vic med Judi Dench som Julia.

### Uppsättningar i Sverige
Den svenska premiären av Romeo och Julia ägde rum 5 augusti 1776 på Egges teater (värdshuset Tre Prinsar) i Norrköping där Carl Seuerlings sällskap Swenska Commedie Trouppen spelade pjäsen i en tysk prosabearbetning av Christian Fredrik Weisse, troligen översatt av Peter Lindahl. Margareta Seuerling som Julia väckte formlig hänförelse hos publiken. Detta var den första Shakespeareuppsättningen över huvud taget i Sverige. 13/11 1781 hade pjäsen premiär på Comediehuset (Teatern vid Sillgatan) i Göteborg av Johan von Blancs trupp Gemenasiska Sällskapet. Den spelades två gånger. Dock var det inte Shakespeares original som spelades i Göteborg utan Jean-François Ducis adaption Romeo et Juliette som också gavs ut på svenska 1783. 30 januari 1815 hade Romeo och Juliette, skådespel med sång i tre akter av Joseph-Alexandre de Ségur premiär på Dramaten som spelade på Gustavianska operahuset. Detta var en kraftigt bearbetad sångspelsversion som slutade lyckligt, översatt av Carl Gustaf Nordforss. Stycket gavs i sammanlagt 29 repriser.
17 april 1845 hade Romeo och Julia i originalutförande Stockholmspremiär på Dramaten som fortfarande var härbärgerad i operahuset. Föreställningen gavs i F. A. Dahlgrens översättning som låg nära originalet. Georg Dahlqvist som Romeo spelade "ansträngt ung" och Emelie Högqvist som Julia fick blandad kritik. Föreställningen lades ner efter bara fyra framträdanden då Johan Henrik Hyckert som spelade Mercutio tog sitt liv. Spelstilen var färgad av romantisk identifikation och känslosamhet till skillnad från tidigare klassicistiskt förevisande och deklamerande. Alla oanständiga partier var strukna, ammans roll var således starkt nerkortad, av hänsyn till den unga och den kvinnliga publikens fostran. Kritiken invände mot de litterära kvaliteten: Shakespeares mästerverk kunde man tillägna sig bäst genom läsning. Pjäserna krävde ett livslångt studium för att till fullo kunna uppskattas.
1859 spelades Romeo och Julia på den privata Mindre Teatern i Stockholm med Gustaf Kinmansson och Helfrid Kinmansson i titelrollerna. 1867 och 1872 tog Dramaten upp Romeo och Julia på nya Kungliga Mindre Teatern. Axel Elmlund och Elise Hwasser i huvudrollerna 1872 fick kärv kritik, de brast i poesi. Aftonbladets kritiker skrev 12 november att Hwasser som Julia framvisade "onaturliga attityder, mer gymnastiskt konstiga än elastiskt konstnärliga". Styckets regissör var Frans Hedberg. Pjäsen repriserades 1882 med Georg Törnqvist och Lotten Dorsch i titelrollerna.

#### Uppsättningar i Sverige sedan år 1900
- 1900 Romeo och Julia, Dramaten, översättning Carl August Hagberg
- 1905 Romeo och Julia, Knut Lindroths turné, översättning Carl August Hagberg, med Knut Lindroth & Renée Björling
- 1919 Romeo och Julia, Svenska Teatern, Stockholm, regi Gunnar Klintberg
- 1922 Romeo och Julia, Lorensbergsteatern, Göteborg, regi Per Lindberg
- 1927 Romeo och Julia, Radioteatern, med Elsa Widborg, Semmy Friedmann & Edvin Adolphson
- 1928 Romeo och Julia, Radioteatern, regi Per Lindberg, med Arnold Sjöstrand
- 1930 Romeo och Julia, Radioteatern, regi Per Lindberg, med Olof Widgren
- 1934 Romeo och Julia, Radioteatern, regi Carl Anders Dymling, med Signe Hasso & Georg Rydeberg
- 1936 Romeo och Julia, Dramaten, regi Olof Molander, med Harriet Bosse, Lars Hanson, Inga Tidblad & Gunnar Olsson
- 1936 Romeo och Julia, Studentteatern, Göteborg
- 1947 Romeo och Julia, Stadsteatern Norrköping-Linköping, översättning Carl August Hagberg, regi Johan Falck, med Bengt Blomgren, Ernst-Hugo Järegård & John Harryson
- 1948 Romeo och Julia, Radioteatern, regi Olof Molander, med Sven Lindberg & Maj-Britt Nilsson
- 1950 Romeo och Julia, Fästningsspelen i Varberg, med Erland Josephson
- 1953 Romeo och Julia, Dramaten, översättning Karl Ragnar Gierow, regi Alf Sjöberg, med Jarl Kulle, Birgitta Valberg, Anita Björk, Henrik Schildt, Jan Malmsjö, Holger Löwenadler, Allan Edwall & Sif Ruud
- 1959 Romeo och Julia, Uppsala stadsteaterUppsala-Gävle Stadsteater
- 1960 Romeo och Julia, Radioteatern, översättning Karl Ragnar Gierow, regi Bengt Ekerot
- 1961 Romeo och Julia, Göteborgs stadsteater på Stora Teatern, översättning Karl Ragnar Gierow, regi Johan Falck
- 1961 Romeo och Julia, Uppsala-Gävle Stadsteater
- 1963 Romeo och Julia, Riksteatern, översättning Per Hallström, regi Sandro Malmquist, med Anders Nyström
- 1964 Romeo och Julia, Dramaten på Chinateatern, Stockholm, regi Ulf Palme, med Sven-Bertil Taube, Helge Skoog & Bengt Eklund
- 1964 Romeo och Julia, Helsingborgs stadsteater, översättning Karl Ragnar Gierow, regi Per Sjöstrand, med Gurie Nordwall
- 1966 Romeo och Julia, Riksteatern, översättning Britt G. Hallqvist, regi Martha Vestin, med Christian Fiedler
- 1967 Romeo och Julia, Malmö stadsteater, översättning Karl Ragnar Gierow, regi Eva Sköld, med Folke Sundquist & Ulla Akselson
- 1971 Romeo och Julia, Dramaten, översättning Karl Ragnar Gierow, regi Mats Ek, med Henrik Schildt, Anita Björk, Börje Ahlstedt, Holger Löwenadler & Malin Ek
- 1976 Romeo och Julia, Riksteaterns Västerbottenensemble, översättning Carl August Hagberg, regi Thomas Mellgren
- 1977 Romeo och Julia, Stadsteatern Norrköping-Linköping, översättning Allan Bergstrand, regi Hans Elfvin, med Margret Weivers
- 1979 Romeo och Julia, Malmö stadsteater, översättning Karl Ragnar Gierow, Carl August Hagberg, Allan Bergstrand & Britt G. Hallqvist, regi Lennart Olsson
- 1981 Romeo och Julia, Sommarteatern i Södertälje
- 1983 Romeo und Julia, Marionetteatern, Stockholm, gästspel av Theater Domino, Wien (dockteater)
- 1983 Romeo och Juliet, Stockholms stadsteater, översättning & regi Göran O. Eriksson, med Jane Friedman & Claes Ljungmark
- 1983 Romeo y Julieta, Teater Sandino, Stockholm, översättning Pablo Neruda, regi Igor Cantillana
- 1983 Romeo och Juliet, Länsteatern i Örebro, översättning Göran O. Eriksson, regi Georg Malvius, med Erik Kiviniemi & Göran Ragnerstam
- 1983 Romeo & Juliet, gästspel av Watermill Theatre, England på Riksteatern, regi Edward Wilson
- 1985 Romeo og Julie, gästspel av Skuespillerskolen vid Odense Teater på Nordisk scenskolefestival, Göteborg, regi Carlo Barsotti
- 1985 Romeo & Julia, Teater Pero & Panopticon, regi ensemblen
- 1985 Romeo och Juliet, Göteborgs stadsteater, översättning Göran O. Eriksson, regi Roland Klockare, med Göran Ragnerstam
- 1985 Romeo och Julia, Teater Västernorrland, översättning Göran O. Eriksson, regi Tomas Melander
- 1987 Romeo och Juliet, Teatersällskapet Proteus, Lund, översättning Göran O. Eriksson, regi Leif Norinder
- 1987 Romeo och Juliet, Spegelteatern vid Gripsholms slott, översättning Göran O. Eriksson, regi Peter Böök
- 1987 Romeo och Juliet, Riksteatern, översättning Göran O. Eriksson, regi Bengt Blomgren
- 1988 Romeo och Juliet, Östgötateatern, översättning Göran O. Eriksson, regi Zdenek Potužil
- 1990 Romeo och Juliet, Riksteatern, översättning Göran O. Eriksson, regi Finn Poulsen, med Mikael Nyqvist, Bert Rolfart & Birgitta Pettersson
- 1991 Romeo och Julia, Dramaten, översättning Britt G. Hallqvist, regi Peter Langdal, med Thorsten Flinck, Örjan Ramberg, Christina Schollin, Rikard Wolff, Monica Nielsen, Mats Bergman, Lena Endre, Johan Rabaeus & Björn Granath
- 1991 Romeo och Juliet, Teaterensemblen på Romateatern, Gotland, översättning Göran O. Eriksson, regi Martin Alskog
- 1992 Romeo och Juliet, Älvsborgsteatern, översättning Göran O. Eriksson, regi Frederik Nilsson
- 1993 Historien om Romeo och Julia, Teatersällskapet Proteus, Malmö, regi Lena Brännström
- 1994 Romeo och Julia, Miss Ikas Magiska Rörelseteater, regi Barry Paskin & Lars Nilsen
- 1995 Romeo och Julia, Backa teater, Göteborg, översättning Britt G. Hallqvist, regi Alexander Öberg, med Henric Holmberg
- 1995 Romeo ja Julia, Riksteatern, översättning Lauri Sipari, regi Torbjörn Astner
- 1996 Romeo & Juliet, Shakespeare på Gräsgården, Vadstena, översättning Göran O. Eriksson, regi Pontus Plænge & Margot Lande
- 1996 Romeo och Julia, Ögonblicksteatern, Umeå, översättning Göran O. Eriksson, regi Ninne Öhlén
- 1997 Romeo och Julia, Borås stadsteater, översättning Göran O. Eriksson, regi Thomas Müller
- 1999 Romeo och Julia, Månteatern, Lund, översättning Göran O. Eriksson, regi Jan Modin
- 1999 Romeo och Juliet, Tur-teatern, översättning Göran O. Eriksson, regi Kerstin Blomqvist & Elisabeth Frick
- 2000 Romeo och Juliet, Skottes Musikteater, Gävle, regi Rolf Berlin
- 2002 Romeo och Julia, Dramaten & Cirkus Cirkör, översättning Göran O. Eriksson, regi Katrine Wiedemann, med Melinda Kinnaman & Morgan Alling
- 2002 Romeo och Juliet, 4:e teatern, Västerås
- 2002 Romeo och Julia, Malmö stadsteater
- 2003 Romeo och Julia, Molièreensemblen, Stockholm
- 2003 Romeo and Juliet, gästspel av Daylight Players
- 2004 Romeo & Julia, Västanå teater
- 2005 Nära Romeo och Julia, Teater Brunnsgatan Fyra, översättning Carl August Hagberg, regi Tomas Pontén, med Erland Josephson & Lena Nyman
- 2005 Romeo & Julia, Romateatern, översättning Nina Pontén & Thomas Segerström, regi Thomas Segerström
- 2005 Romeo och Julia, The Ice Globe theatre, Jukkasjärvi
- 2006 Romeo och Julia, Stockholms stadsteater, översättning Göran O. Eriksson, regi Josefin Andersson, Lasse Bleischer & Johan Friberg
- 2006 Romeo och Julia, 123 schtunk, regi ensemblen
- 2006 Romeo och Julia, Teater Blanca, Uppsala
- 2006 Romeo och Julia, Länsteatern i Örebro, översättning Göran O. Eriksson, regi Fredrik Hiller
- 2007 Romeo och Julia, Göteborgs stadsteater, översättning Göran O. Eriksson, regi Maria Löfgren, med Eric Ericson & Anna Bjelkerud
- 2008 Romeo och Julia, Östgötateatern, översättning Göran O. Eriksson, regi Tereza Andersson
- 2010 Romeo och Julia, Göta Lejon, Stockholm, översättning Calle Norlén, regi Morgan Alling, med Måns Zelmerlöw & Loa Falkman (musikal)
- 2011 Romeo och Julia, Dramaten, översättning Göran O. Eriksson, regi John Caird
- 2014 Romeo och Juliet, Bohus fästning, översättning Göran O. Eriksson, regi Jerker Fahlström
- 2014 Romeo & Romeo, Teater Brunnsgatan Fyra, översättning Rickard Karlsson, regi Catta Neuding
- 2015 Romeo & Julia, Scenkonst Sörmland, regi Pontus Stenshäll
- 2015 Romeo och Julia - Kärlek och uppror, Ölands Dramatiska Teater, regi Johan Bernander
- 2016 Romeo och Julia, Stockholms stadsteater, översättning Göran O. Eriksson, regi Linus Tunström, med Robert Fux, Gunilla Röör & Lennart Jähkel
- 2018 Romeo och Julia, Västmanlands teater, översättning Göran O. Eriksson, regi Rebecka Cardoso
- 2023 Romeo och Julia, Unga Klara, översättning Göran O. Eriksson, regi Gustaf Deinhoff

## Filmatiseringar (urval)
Romeo och Julia har filmats oerhört många gånger.
- 1908 Romeo och Julia (Romeo and Juliet), regi J. Stuart Blackton, med Paul Panzer som Romeo och Florence Lawrence som Julia.
- 1936 Romeo och Julia (Romeo and Juliet), regi George Cukor, med Leslie Howard som Romeo och Norma Shearer som Julia.
- 1954 Romeo och Julia (Romeo and Juliet), regi Renato Castellani, med Laurence Harvey som Romeo och Susan Shentall som Julia.
- 1968 Romeo och Julia (Romeo and Juliet), regi Franco Zeffirelli, med Leonard Whiting som Romeo och Olivia Hussey som Julia.
- 1996 Romeo + Julia (Romeo + Juliet), regi Baz Luhrmann, med Leonardo DiCaprio som Romeo och Claire Danes som Julia.
- 2011 Gnomeo och Julia, animerad barnfilm baserad på William Shakespeares Romeo and Juliet
- 2013 Romeo & Juliet, regi Carlo Carlei, med Douglas Booth som Romeo och Hailee Steinfeld som Julia.

## Verk som bygger på Romeo och Julia
Berättelsen om Romeo och Julia har använts i en opera av Vincenzo Bellini (I Capuleti ed i Montecchi 1830), en annan opera av Nicola Vaccaj Giulietta e Romeo Milano 1825, en annan opera av Zingarelli Giulietta e Romeo Milano 1796), en dramatisk symfoni av Hector Berlioz (Roméo et Juliette 1839), en vida känd opera av Charles Gounod (Romeo och Julia 1867), en symfonisk dikt av Tjajkovskij (1870), och balettmusik av Sergej Prokofjev (Romeo och Julia; 1935–1936).
I modern tid har historien använts i den framgångsrika amerikanska dans-musikalen West Side Story, och 2013 slöts cirkeln från 1776 då Romeo och Julia hade svensk premiär i Norrköping när musikalen Tivolisaga hade urpremiär på Arbisteatern i samma stad.